# روش‌های نوین
روش‌های نوین نام یک کتاب ادبی است که توسط هانری پوانکاره، نویسندهٔ اهل فرانسه نوشته شده‌است. این کتاب یکی از آثار مشهور ادبی جهان است.